# Liste des gardiens ayant marqué un but dans le championnat de France de football
Cette page propose une liste des gardiens ayant marqué un but dans le championnat de France de football.
À ce jour, seuls huit gardiens différents ont réussi cette performance depuis la reprise du championnat en 1945.

## Détails

### Ligue 1
Avant 1945
Les données actuelles ne nous permettent pas de recenser l'ensemble des gardiens buteurs en championnat avant 1945. Voici une liste non exhaustive : 
| # | Saison                  | Gardien | Club                   | Adversaire | Score | Lieu | Lieu                | Détails | Détails     | Détails | Réf |
| - | ----------------------- | ------- | ---------------------- | ---------- | ----- | ---- | ------------------- | ------- | ----------- | ------- | --- |
| 1 | 1937-1938 (29e journée) | Jaguaré | Olympique de Marseille | FC Sète    | N 1-1 | Ext. | Stade des Métairies | 42e     | sur penalty | 1-1     | ,   |

Depuis 1945
| #  | Saison                  | Gardien               | Club                  | Adversaire            | Score | Lieu | Lieu                    | Détails | Détails     | Détails | Réf |
| -- | ----------------------- | --------------------- | --------------------- | --------------------- | ----- | ---- | ----------------------- | ------- | ----------- | ------- | --- |
| 1  | 1950-1951 (16e journée) | César Ruminski        | Le Havre AC           | FC Sochaux            | V 3-1 | Dom. | Stade de la Cavée verte | 44e     | sur penalty | 1-1     | ,   |
| 2  | 1950-1951 (23e journée) | César Ruminski        | Le Havre AC           | RC Strasbourg         | V 4-1 | Ext. | Stade de la Meinau      | 21e     | sur penalty | 1-0     | ,   |
| 3  | 1954-1955 (30e journée) | Stéphane Dakowski     | Nîmes Olympique       | RC Strasbourg         | V 2-1 | Dom. | Stade Jean-Bouin        | 66e     | sur penalty | 1-1     | ,   |
| 4  | 1962-1963 (9e journée)  | Jean-Claude Hernandez | AS Monaco             | Valenciennes FC       | V 3-1 | Dom. | Stade Louis-II          | 84e     | dans le jeu | 3-1     | ,   |
| 5  | 1971-1972 (11e journée) | Christian Laudu       | Red Star              | Girondins de Bordeaux | V 1-0 | Dom. | Stade Bauer             | 83e     | sur penalty | 1-0     | ,   |
| 6  | 1981-1982 (3e journée)  | Dragan Pantelić       | Girondins de Bordeaux | Valenciennes FC       | V 2-0 | Dom. | Parc Lescure            | 90e     | sur penalty | 2-0     | ,   |
| 7  | 1981-1982 (25e journée) | Dragan Pantelić       | Girondins de Bordeaux | Montpellier HSC       | V 4-1 | Dom. | Parc Lescure            | 14e     | sur penalty | 1-0     | ,   |
| 8  | 1988-1989 (38e journée) | Bernard Lama          | Lille OSC             | Stade lavallois       | V 8-0 | Dom. | Stade Grimonprez-Jooris | 44e     | sur penalty | 3-0     | ,   |
| 9  | 1991-1992 (38e journée) | Bernard Lama          | RC Lens               | FC Metz               | D 2-3 | Ext. | Stade Saint-Symphorien  | 86e     | sur penalty | 2-3     | ,   |
| 10 | 1996-1997 (20e journée) | Grégory Wimbée        | AS Nancy              | RC Lens               | N 1-1 | Dom. | Stade Marcel-Picot      | 90e     | dans le jeu | 1-1     | ,   |
| 11 | 2012-2013 (6e journée)  | Ali Ahamada           | Toulouse FC           | Stade rennais FC      | N 2-2 | Dom. | Stadium de Toulouse     | 90+5e   | dans le jeu | 2-2     | ,   |

### Ligue 2
Les données actuelles ne nous permettent pas de recenser l'ensemble des gardiens buteurs en championnat de Ligue 2. Voici une liste non exhaustive :
| # | Saison                  | Gardien         | Club      | Adversaire  | Score | Lieu | Lieu                   | Détails | Détails        | Détails | Réf |
| - | ----------------------- | --------------- | --------- | ----------- | ----- | ---- | ---------------------- | ------- | -------------- | ------- | --- |
| 1 | 2011-2012 (38e journée) | Danijel Subašić | AS Monaco | US Boulogne | V 2-1 | Ext. | Stade de la Libération | 57e     | sur coup franc | 2-1     | ,   |
| 2 | 2024-2025 (10e journée) | Lionel Mpasi    | Rodez AF  | FC Lorient  | N 3-3 | Dom. | Stade Paul-Lignon      | 90+7e   | dans le jeu    | 3-3     | ,   |

## Remarques
- Depuis 1945, 11 buts ont été marqués dans le championnat de France de football par des gardiens, dont 8 sur penaltys.
- Lors de la saison 1962-1963, Jean-Claude Hernandez, gardien de but de l'AS Monaco, marque un but à la 84e minute du match face au Valenciennes FC, lors de la 9e journée de championnat le 6 octobre 1962. Blessé à un bras, il prit la place de Jean-Marie Courtin en attaque, ce dernier lui succède dans les buts[1],[7]. Différentes sources parlent d'une reprise de volée des 20 mètres[8] ou d'un but de la tête[9].
- Le 29 novembre 1996, lors de la 20e journée de championnat, le portier nancéien Grégory Wimbée, égalise en toute fin de match face au RC Lens, d'une frappe du pied droit à la suite d'un centre de Cédric Lécluse. Wimbée amortit le ballon, puis se retourne pour déclencher une frappe sous la barre, contrée par le lensois David Régis[10]. Il est considéré par de nombreux médias, comme le véritable « premier gardien-buteur » dans le « jeu » en Ligue 1[1],[3],[4].
- Il sera imité 16 ans plus tard par Ali Ahamada pour le Toulouse FC, lors de la 6e journée du championnat 2012-2013 face au Stade rennais, en égalisant à la 93e minute de la tête à la suite d'un coup franc de Wissam Ben Yedder[11].